# NGC 6103
NGC 6103 é uma galáxia espiral (Sbc) localizada na direcção da constelação de Corona Borealis. Possui uma declinação de +31° 57' 50" e uma ascensão recta de 16 horas, 15 minutos e 44,5 segundos.
A galáxia NGC 6103 foi descoberta em 27 de Maio de 1791 por William Herschel.